# Euvezin
Euvezin ist eine französische Gemeinde mit 107 Einwohnern (Stand: 1. Januar 2022) im Département Meurthe-et-Moselle in der Region Grand Est (bis 2015 Lothringen). Die Gemeinde gehört zum Arrondissement Toul und zum Kanton Le Nord-Toulois. 

## Geografie
Euvezin liegt etwa 27 Kilometer südöstlich von Metz im Regionalen Naturpark Lothringen. Umgeben wird Euvezin von den Nachbargemeinden Bouillonville im Norden, Thiaucourt-Regniéville im Norden und Nordosten, Viéville-en-Haye im Nordosten und Osten, Limey-Remenauville im Osten und Südosten, Flirey im Süden, Essey-et-Maizerais im Südwesten und Westen sowie Pannes im Westen und Nordwesten.

## Bevölkerungsentwicklung
| Jahr                       | 1962 | 1968 | 1975 | 1982 | 1990 | 1999 | 2006 | 2019 |
| Einwohner                  | 139  | 133  | 118  | 107  | 81   | 84   | 109  | 113  |
| Quellen: Cassini und INSEE |      |      |      |      |      |      |      |      |

## Sehenswürdigkeiten
- Kirche Saint-Gorgon aus dem 18. Jahrhundert
- Schloss Euvezin aus dem 15. Jahrhundert, seit 2009 Monument historique

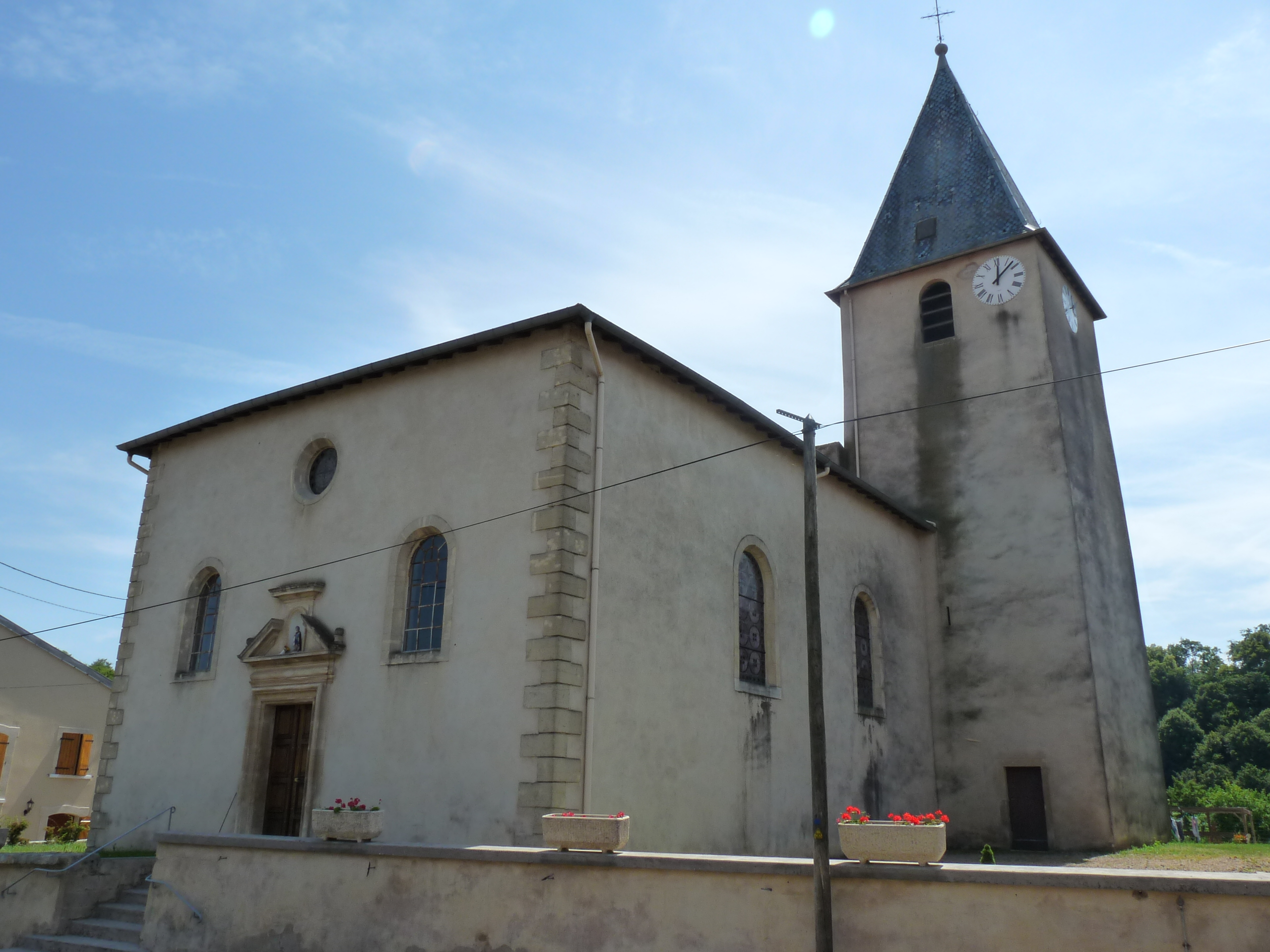
Kirche Saint-Gorgon
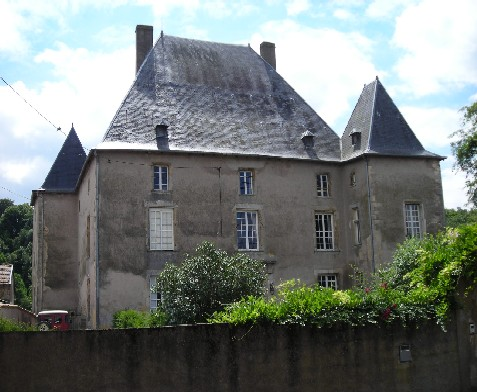
Schloss Euvezin